# Arrondissement Bergerac
Das Arrondissement Bergerac ist ein Verwaltungsbezirk im Département Dordogne in der französischen Region Nouvelle-Aquitaine.

## Geschichte
Am 4. März 1790 wurde mit der Gründung des Départements Dordogne auch ein District de Bergerac geschaffen, der in weiten Teilen dem heutigen Arrondissement entsprach. Am 17. Februar 1800 wurde daraus das Arrondissement gegründet.
Siehe auch: Geschichte des Départements Dordogne.

## Geografie
Das Arrondissement grenzt im Norden an das Arrondissement Périgueux, im Osten an das Arrondissement Sarlat-la-Canéda, im Süden an die Arrondissements Villeneuve-sur-Lot und Marmande im Département Lot-et-Garonne und im Westen an das Arrondissement Libourne im Département Gironde.

## Wahlkreise
Im Arrondissement Bergerac liegen sieben Wahlkreise (Kantone):
- Kanton Bergerac-1
- Kanton Bergerac-2
- Kanton Lalinde
- Kanton Pays de la Force
- Kanton Pays de Montaigne et Gurson
- Kanton Périgord Central (mit einer von 33 Gemeinden)
- Kanton Sud-Bergeracois

## Gemeinden
Die Gemeinden des Arrondissements Bergerac sind:
| 1. Alles-sur-Dordogne (24005)          | 2. Badefols-sur-Dordogne (24022)                   | 3. Baneuil (24023)                    | 4. Bardou (24024)                          |
| 5. Bayac (24027)                       | 6. Beaumontois en Périgord (24028)                 | 7. Bergerac (24037)                   | 8. Biron (24043)                           |
| 9. Boisse (24045)                      | 10. Bonneville-et-Saint-Avit-de-Fumadières (24048) | 11. Bosset (24051)                    | 12. Bouillac (24052)                       |
| 13. Bouniagues (24054)                 | 14. Bourniquel (24060)                             | 15. Calès (24073)                     | 16. Capdrot (24080)                        |
| 17. Carsac-de-Gurson (24083)           | 18. Cause-de-Clérans (24088)                       | 19. Colombier (24126)                 | 20. Conne-de-Labarde (24132)               |
| 21. Cours-de-Pile (24140)              | 22. Couze-et-Saint-Front (24143)                   | 23. Creysse (24145)                   | 24. Cunèges (24148)                        |
| 25. Eymet (24167)                      | 26. Faurilles (24176)                              | 27. Faux-en-Périgord (24177)          | 28. Fonroque (24186)                       |
| 29. Fougueyrolles (24189)              | 30. Fraisse (24191)                                | 31. Gageac-et-Rouillac (24193)        | 32. Gardonne (24194)                       |
| 33. Gaugeac (24195)                    | 34. Ginestet (24197)                               | 35. Issigeac (24212)                  | 36. La Force (24222)                       |
| 37. Lalinde (24223)                    | 38. Lamonzie-Montastruc (24224)                    | 39. Lamonzie-Saint-Martin (24225)     | 40. Lamothe-Montravel (24226)              |
| 41. Lanquais (24228)                   | 42. Lavalade (24231)                               | 43. Le Buisson-de-Cadouin (24068)     | 44. Le Fleix (24182)                       |
| 45. Lembras (24237)                    | 46. Liorac-sur-Louyre (24242)                      | 47. Lolme (24244)                     | 48. Lunas (24246)                          |
| 49. Marsalès (24257)                   | 50. Mauzac-et-Grand-Castang (24260)                | 51. Mescoules (24267)                 | 52. Minzac (24272)                         |
| 53. Molières (24273)                   | 54. Monbazillac (24274)                            | 55. Monestier (24276)                 | 56. Monfaucon (24277)                      |
| 57. Monmadalès (24278)                 | 58. Monmarvès (24279)                              | 59. Monpazier (24280)                 | 60. Monsac (24281)                         |
| 61. Monsaguel (24282)                  | 62. Montaut (24287)                                | 63. Montazeau (24288)                 | 64. Montcaret (24289)                      |
| 65. Montferrand-du-Périgord (24290)    | 66. Montpeyroux (24292)                            | 67. Mouleydier (24296)                | 68. Nastringues (24306)                    |
| 60. Naussannes (24307)                 | 70. Pezuls (24327)                                 | 71. Plaisance (24168)                 | 72. Pomport (24331)                        |
| 73. Pontours (24334)                   | 74. Port-Sainte-Foy-et-Ponchapt (24335)            | 75. Pressignac-Vicq (24338)           | 76. Prigonrieux (24340)                    |
| 77. Queyssac (24345)                   | 78. Rampieux (24347)                               | 79. Razac-de-Saussignac (24349)       | 80. Razac-d’Eymet (24348)                  |
| 81. Ribagnac (24351)                   | 82. Rouffignac-de-Sigoulès (24357)                 | 83. Sadillac (24359)                  | 84. Saint-Agne (24361)                     |
| 85. Saint-Antoine-de-Breuilh (24370)   | 86. Saint-Aubin-de-Cadelech (24373)                | 87. Saint-Aubin-de-Lanquais (24374)   | 88. Saint-Avit-Rivière (24378)             |
| 89. Saint-Avit-Sénieur (24379)         | 90. Saint-Capraise-de-Lalinde (24382)              | 91. Saint-Capraise-d’Eymet (24383)    | 92. Saint-Cassien (24384)                  |
| 93. Saint-Cernin-de-Labarde (24385)    | 94. Sainte-Croix (24393)                           | 95. Sainte-Foy-de-Longas (24407)      | 96. Saint-Julien-Innocence-Eulalie (24423) |
| 97. Sainte-Radegonde (24492)           | 98. Saint-Félix-de-Villadeix (24405)               | 99. Saint-Georges-Blancaneix (24413)  | 100. Saint-Géraud-de-Corps (24415)         |
| 101. Saint-Germain-et-Mons (24419)     | 102. Saint-Géry (24420)                            | 103. Saint-Laurent-des-Vignes (24437) | 104. Saint-Léon-d’Issigeac (24441)         |
| 105. Saint-Marcel-du-Périgord (24445)  | 106. Saint-Marcory (24446)                         | 107. Saint-Martin-de-Gurson (24454)   | 108. Saint-Méard-de-Gurçon (24461)         |
| 109. Saint-Michel-de-Montaigne (24466) | 110. Saint-Nexans (24472)                          | 111. Saint-Perdoux (24483)            | 112. Saint-Pierre-d’Eyraud (24487)         |
| 113. Saint-Rémy (24494)                | 114. Saint-Romain-de-Monpazier (24495)             | 115. Saint-Sauveur (24499)            | 116. Saint-Seurin-de-Prats (24501)         |
| 117. Saint-Vivien (24514)              | 118. Saussignac (24523)                            | 119. Serres-et-Montguyard (24532)     | 120. Sigoulès-et-Flaugeac (24534)          |
| 121. Singleyrac (24536)                | 122. Soulaures (24542)                             | 123. Thénac (24549)                   | 124. Trémolat (24558)                      |
| 125. Urval (24560)                     | 126. Varennes (24566)                              | 127. Vélines (24568)                  | 128. Verdon (24570)                        |
| 129. Vergt-de-Biron (24572)            | 130. Villefranche-de-Lonchat (24584)               |                                       |                                            |

## Neuordnung der Arrondissements 2017

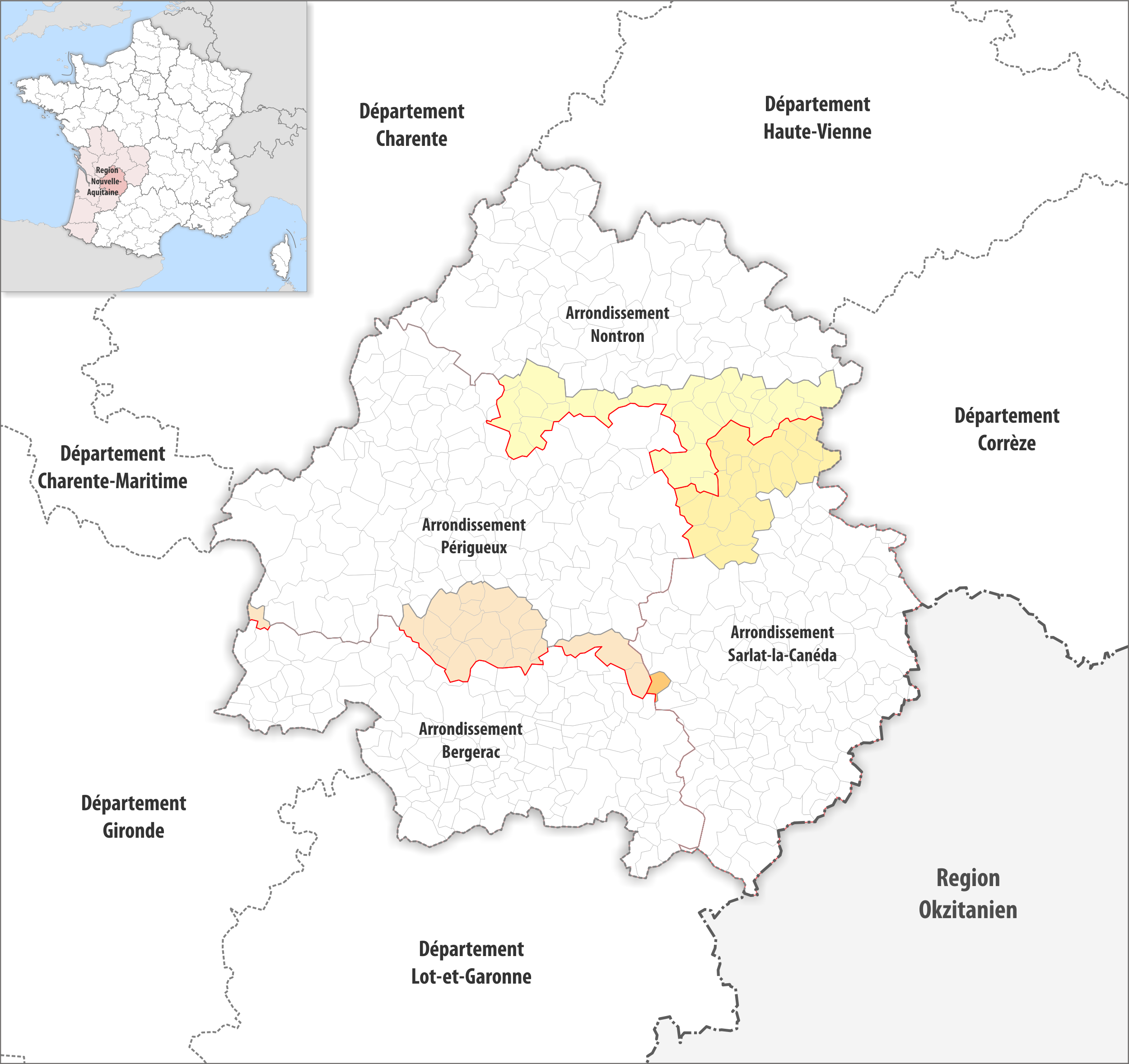
Arrondissementsanpassungen im Jahr 2017

Durch die Neuordnung der Arrondissements im Jahr 2017 wurde aus dem Arrondissement Bergerac die Fläche der 21 Gemeinden Beauregard-et-Bassac, Beleymas, Campsegret, Clermont-de-Beauregard, Douville, Église-Neuve-d’Issac, Issac, Laveyssière, Les Lèches, Maurens, Montagnac-la-Crempse, Moulin-Neuf, Paunat, Saint-Georges-de-Montclard, Saint-Hilaire-d’Estissac, Saint-Jean-d’Estissac, Saint-Jean-d’Eyraud, Saint-Julien-de-Crempse, Saint-Martin-des-Combes, Val de Louyre et Caudeau und Villamblard dem Arrondissement Périgueux und die Fläche der Gemeinde Limeuil dem Arrondissement Sarlat-la-Canéda zugewiesen.

## Ehemalige Gemeinden seit der landesweiten Neuordnung der Kantone
- Bis 2018: Sainte-Eulalie-d’Eymet, Sainte-Innocence, Saint-Julien-d’Eymet, Sigoulès, Flaugeac
- Bis 2015: Beaumont-du-Périgord, Labouquerie, Nojals-et-Clotte, Sainte-Sabine-Born

Siehe auch: Liste der Kantone im Département Dordogne